# Thomas Millet
 (janvier 2022).
Si vous disposez d'ouvrages ou d'articles de référence ou si vous connaissez des sites web de qualité traitant du thème abordé ici, merci de compléter l'article en donnant les références utiles à sa vérifiabilité et en les liant à la section « Notes et références ».
Thomas Millet était un colon de Saint-Domingue qui a joué un rôle politique important lors des débuts de la Révolution haïtienne comme président de l'assemblée de Saint-Marc et chef de file des "Léopardins".

## Biographie
Thomas Millet est décrit par les historiens comme "un médiocre planteur de café" et un "négrier". Les 25 mars 1790 et 15 avril, c'est sous son impulsion et sa présidence que les députés élus des trois provinces du Nord, de l'Ouest et du Sud, furent convoqués à Saint-Marc,  pour créer une nouvelle « Assemblée Générale de la Partie française de Saint-Domingue ». 
Au moment de la traversée pour la France des Léopardins, Thomas Millet, président de l'assemblée de Saint-Marc, dirige les opérations de prise d'un navire de la marine royale. Le 8 août 1790, il fait passer au capitaine du Triomphant, Antoine Lartigue, un billet lui demandant de coopérer. 
Il fait partie des 4 commissaires résidant aux États-Unis, où ils se sont réfugiés, avec Fondevielle, Clausson et Duny. Thomas Millet, en tant que l'un des "commissaires des colons de Saint-Domingue réfugiés aux États-Unis", écrit alors au président de l'assemblée des Colons à Philadelphie, le 24 octobre 1793, une lettre qui annonce l'envoi de l'acte d'adhésion des "Colons français de Saint-Domingue réfugiés à Baltimore". Finalement, dépourvus de toutes ressources, ils embarquent sur le bateau "La Bonne Marie" en avril 1794 quand partit pour la France le premier grand convoi des groupes de réfugiés français dispersés entre plusieurs villes américaines.
Après qu'il fut jeté en prison, et incarcéré aux Carmes dans le cadre de la loi du 9 mars 1794, une pétition des colons de Saint-Domingue demande sa liberté, ainsi que celle de Clausson, Page, Duny, Brulley, Larchevêque-Thibauld et Legrand. Après deux mois d'emprisonnement, Thomas Millet envoie par lettre le 20 prairial, une plainte au Comité de salut public contre Louis-Pierre Dufay, qui fera partie de la délégation tricolore de la province nord de Saint-Domingue, lors de la séance de la Convention, le 29 août 1793, durant laquelle fut aboli l'esclavage. Sa plainte s'érige contre le dévoiement de la fête de l'Être Suprême : la présence de Dufay « agent de Pitt » le soutien aux esclaves noirs insurgés. Cas unique à ce jour d'un colon esclavagiste qui ait perçu en Robespierre, de son vivant même, et non après sa mort dans le contexte des polémiques thermidoriennes, comme un partisan et acteur de l'application du décret du 16 pluviôse an II .
Ensuite, il est connu par son mémoire contre les commissaires Etienne Polverel et Léger-Félicité Sonthonax et ses dépositions dans leurs procès.

## Ouvrages et écrits
- Nouvel examen du rapport de M. Barnave sur l'affaire de Saint-Domingue, d'après celui qu'il a fait imprimer, Paris : Imprimerie de la rue d'Argenteuil, 1790 (lire en ligne)
- Impostures de Santhonax et Polverel dévoilées à la Convention nationale, 1794 (lire en ligne)